# کراش: ذهن جهش‌یافته
«کراش: ذهن جهش‌یافته» (انگلیسی: Crash: Mind over Mutant) یک بازی ویدئویی در سبک سکوبازی است که توسط سییرا اینترتینمنت و در سال ۲۰۰۸ و در پلت‌فرم‌های نینتندو دی‌اس، وی، اکس‌باکس ۳۶۰، پلی‌استیشن ۲، و پلی‌استیشن همراه منتشر شده‌است.
کراش: ذهن جهش‌یافته
پانزدهمین نسخه از سری کراش باندیکوت، هفتمین قسمت سری اصلی و دومین نسخه از سری جهش‌یافته است.

## خلاصه داستان
بازی Crash: Mind over Mutant با استفاده از طنز اجتماعی و نقد مصرف‌گرایی، لحظات خنده‌داری را خلق می‌کند. در طول داستان، شوخی‌هایی درباره خودروهای شاسی‌بلند و افزایش نجومی قیمت بنزین به چشم می‌خورد. روایت بازی از طریق سکانس‌های انیمیشن دوبعدی با سبک‌های متنوعی انجام می‌شود که یادآور آثار مختلفی از جمله دراگون بال، انیماتریکس و ساوت پارک است.
داستان بازی یک سال پس از اتفاقات نسخه قبلی یعنی Crash of the Titans روایت می‌شود. در این مدت، تایتان‌ها که از کنترل دکتر نئو کورتکس رها شده‌اند، در جزایر وامپا ساکن شده و جوامع خاص خود را تشکیل داده‌اند. آرامش حاکم بر جزیره با بازگشت کورتکس که اکنون جوان‌سازی شده به هم می‌خورد. او به همراه شریک قدیمی‌اش، نایتروس بریو، دستگاهی به نام NV اختراع می‌کند که قادر است با ارسال موج‌های موجوی شیطانی - که از ارباب سابق کورتکس، اوکا اوکا استخراج شده - ذهن موتان‌ها و بندیکوت‌ها را کنترل کند.
در این میان، تنها کرَش و آکو آکو در برابر تأثیرات این دستگاه مصون هستند. در حالی که ان جین به کرَش حمله می‌کند، پس از شکست او، کرَش با صحنه هولناکی روبرو می‌شود: خواهرش کوکو و دوستش کرانچ به هیولاهایی تبدیل شده‌اند که حالا قصد نابودی او را دارند.